# Interaction forte

L'interaction forte lie les quarks dans les nucléons, ici dans un proton.

Pour les articles homonymes, voir Interaction et Forte.
 (septembre 2017).
L'interaction forte, ou force forte, appelée parfois force de couleur, ou interaction nucléaire forte, est l'une des trois interactions entre particules élémentaires de la matière dans le modèle standard aux côtés de l'interaction électromagnétique et de l'interaction faible. La toute première des interactions observée dans l'histoire, l'interaction gravitationnelle, ajoute sa contribution dans la recherche d'une théorie du tout rassemblant les quatre interactions fondamentales.
L'interaction forte agit sur les particules porteuses d'une charge de couleur : quarks, antiquarks et gluons, ces derniers étant les porteurs de l'interaction elle-même (de la même façon que la force électromagnétique est portée par les photons). En assurant une neutralité de la couleur, cette force maintient les quarks ensemble pour former les hadrons. Selon le type des quarks composant un hadron, on parlera de baryon (trois quarks) ou de méson (paires quark/antiquark).
Un effet dérivé de la force forte est responsable de la cohésion des nucléons (protons et neutrons) au sein du noyau de l'atome, la force nucléaire. Un autre effet dérivé est la cohésion même du noyau atomique, la liaison nucléaire.

## Propriétés
L'interaction forte affecte les quarks et les particules constituées de quarks (les hadrons). Elle n'affecte pas les leptons. L'interaction forte affecte en revanche les gluons, ce qui fait d'elle la seule interaction fondamentale à affecter les bosons qui la transportent. En effet, les photons n'ont pas de charge électrique et ne sont donc pas affectés par les champs électromagnétiques, les gravitons, particules hypothétiques porteuses de l'interaction gravitationnelle, sont prévus sans masse, et si les bosons W+ et W– de l'interaction faible possèdent une charge électrique, les conséquences sur l'interaction faible sont négligeables.
La portée de l'interaction forte est d'environ 10-15 m, c'est-à-dire environ la taille d'un nucléon. C'est cent fois plus que l'interaction faible, mais négligeable devant les portées infinies de la gravitation et de l'interaction électromagnétique. Cette portée limitée s'explique par le fait que les gluons sont eux-mêmes sensibles à l'interaction forte, ce qui produit un phénomène appelé confinement.
L'interaction forte est la plus forte des interactions fondamentales. Sa constante de couplage est environ cent fois plus grande que celle de l'interaction électromagnétique, un million de fois plus que celle de l'interaction faible, et 1039 fois plus que celle de la gravitation.
La théorie prévoit que l'intensité de l'interaction forte tend vers zéro quand la distance tend vers zéro. Ce phénomène est appelé liberté asymptotique, et permet aux quarks de se déplacer librement au sein des hadrons. Lorsque la distance augmente, l'intensité de l'interaction forte augmente (contrairement aux autres forces). Au-dessus d'une distance limite, l'énergie est suffisante pour créer des paires quark-antiquark qui reforment des hadrons. Cette propriété est appelée confinement de couleur.

## Principes de base
La théorie qui décrit l'interaction forte est la chromodynamique quantique, aussi appelée par son acronyme anglais QCD (Quantum ChromoDynamics). D'après cette théorie, chaque quark porte une charge de couleur qui peut prendre trois valeurs : « bleue », « verte » ou « rouge ». Ces « couleurs » n'ont rien à voir avec la perception visuelle, c'est une analogie choisie pour rendre compte du fait qu'on obtient une charge neutre en combinant les trois charges de base, comme on peut obtenir du blanc en combinant de la lumière bleue, verte et rouge. Les antiquarks de leur côté portent une charge « antibleue » (nommée aussi jaune, et équivalente à vert+rouge), « antiverte » (nommée aussi magenta = bleu+rouge) ou « antirouge » (nommée aussi cyan = bleu+vert). Un hadron ne peut exister que si sa couleur totale est neutre ou « blanche » (ce que l'on appelle aussi un singulet de couleur). Ainsi un méson est composé d'une paire quark-antiquark qui ne peut être qu'une combinaison symétrique de « bleue » – « antibleue », « verte » – « antiverte » ou « rouge » – « antirouge ». De même un baryon est formé de trois quarks (ou trois antiquarks) qui devront porter chacun une couleur différente « bleue », « verte » et « rouge » (ou « antibleue », « antiverte » et « antirouge »), la somme des trois couleurs étant neutre.
Les gluons, intermédiaires de l'interaction forte, portent pour leur part à la fois une couleur et une anti-couleur (par exemple, bleu-antirouge, ou vert-antibleu). Il y a 9 possibilités d'associations de couleur-anticouleur mais seulement 8 gluons, pour des raisons mathématiques liées à la symétrie de jauge SU(3) à la base de la chromodynamique quantique (très brièvement, la combinaison linéaire bleu-antibleu + vert-antivert + rouge-antirouge est totalement neutre et ne correspond pas à un gluon). L'interaction d'un gluon avec un quark peut modifier la couleur de ce dernier : un gluon bleu-antirouge absorbé par un quark rouge va le transformer en quark bleu ; ou encore un quark vert pourra émettre un gluon vert-antirouge en devenant rouge. Une conséquence de ce mécanisme est que la charge de couleur d'un quark donné va changer de manière continuelle par échange de gluons avec ses voisins, mais la charge totale d'un système isolé de particules sera conservée au cours du temps. Ainsi la paire quark-antiquark d'un méson passe constamment de rouge-antirouge à vert-antivert (par échange d'un gluon rouge-antivert), et bleu-antibleu, etc., seule la somme des couleurs reste neutre.
Une caractéristique particulière de l'interaction forte est qu'elle agit aussi sur ses propres particules vecteurs, c'est-à-dire les gluons, du fait de leur charge de couleur. Par exemple, un gluon vert-antirouge peut absorber un gluon bleu-antivert pour se transformer en bleu-antirouge. Ce phénomène est marginal dans le cas des autres interactions fondamentales : le photon, par exemple, n'est pas chargé électriquement (en fait l'interaction faible présente une caractéristique similaire, de par la charge des W+ et W–, mais les conséquences sur cette interaction sont négligeables). Pour l'interaction forte, cette caractéristique a pour conséquence une portée très réduite de cette force, de l'ordre du diamètre d'un hadron (~1 fm). Une autre conséquence est que la force entre deux quarks est à peu près constante, à la différence des autres interactions où la force est proportionnelle à l'inverse du carré de la distance. Si l'on cherche à séparer deux quarks, on devra donc dépenser une énergie de plus en plus grande au fur et à mesure que la distance augmentera. À un moment, on aura fourni assez d'énergie pour créer de nouveaux quarks ou antiquarks qui vont s'associer aux quarks initiaux pour créer de nouveaux hadrons. 
Ceci explique le fait que l'on ne peut pas observer un quark seul, toute tentative pour isoler un quark (ou un gluon) amène à la création de nouveaux quarks qui vont former un hadron avec le premier. Ce phénomène est appelé confinement. Parallèlement à ceci, deux quarks très proches ne vont quasiment pas interagir entre eux et seront libres (comme les deux bouts d'un ressort détendu), c'est ce que l'on appelle la liberté asymptotique.

## Historique
Jusque dans les années 1970 les protons et neutrons étaient considérés comme les particules élémentaires et l'expression interaction forte désignait ce qu'on appelle aujourd'hui la force nucléaire ou encore interaction forte résiduelle. On observait une force responsable de la cohésion du noyau atomique, en étant capable de surpasser la répulsion électrique entre protons. Elle tire son nom de ce fort effet à courte distance.
Après la découverte des quarks, les scientifiques se sont rendu compte que cette force entre nucléons à moyenne distance n'était en réalité que le reflet de l'interaction entre les quarks (considérés comme constituants élémentaires des protons et des neutrons) et les gluons, agissant au sein des baryons eux-mêmes. L'ancienne notion a donc été remplacée par celle d'interaction forte résiduelle, et la « nouvelle » interaction appelée force de couleur ou tout simplement interaction forte. Après un siècle de physique nucléaire, les lois et constantes fondamentales de l'interaction forte sont toujours inconnues, au contraire des lois de Coulomb et de Newton, qui sont depuis longtemps formulées mathématiquement.